# Jus
| Jus                | Jus                         |
| ------------------ | --------------------------- |
|                    |                             |
| Wielki jus         | Wielki jus jotowany         |
|                    |                             |
| Mały jus           | Mały jus jotowany           |
|                    |                             |
| Mały jus zamknięty | Mały jus jotowany zamknięty |
| Wielki jus         |                             |
| Duży jus zamknięty |                             |

Mały jus (Ѧѧ) i wielki jus (Ѫѫ) – litery reprezentujące samogłoski nosowe w języku prasłowiańskim. Istniały one we wczesnej cyrylicy i głagolicy. Mogą występować też w postaci zjotyzowanej, tworząc odpowiednie ligatury: Ѩѩ (ję) i Ѭѭ (jǫ).

## Wymowa
Mały jus reprezentuje samogłoskę nosową przednią [ɛ̃] (ę), natomiast wielki jus – samogłoskę nosową tylną [ɔ̃] (ǫ – polskie ą).

## Pochodzenie nazw
Nazwy liter nie pochodzą od kapitalizacji: jusy występowały pod postaciami minuskuł i majuskuł.

## Jus w różnych językach
Wielki jus występował w alfabecie bułgarskim aż do roku 1945, kiedy usunięto go z powodu zaniku samogłoski nosowej tylnej. W niektórych dialektach bułgarskich lub macedońskich niedaleko greckich miast Saloniki i Kastorii wciąż istnieje nosowa wymowa.
W Rosji mały jus reprezentował zjotyzowaną ja w środku lub na końcu wyrazu. Współczesna litera Я została dodana w XVIII wieku podczas reformy ortografii w roku 1709. Z tego powodu litera Я w języku rosyjskim czasem odpowiada polskiemu ę (przykład: пять – pięć).
W Polsce, w której używa się języka polskiego będącego językiem słowiańskim pisanym alfabetem łacińskim, podobne dźwięki są zapisywane następująco: litera Ę ma wartość fonetyczną małego jusu, a Ą – wielkiego jusu. Formy zjotyzowane są zapisywane kolejno: ię (ję), ią (ją). Należy jednak pamiętać, że nie odpowiadają one pierwotnym głoskom. Polskie Ę odpowiada dawnej krótkiej samogłosce nosowej (obojętne, czy przedniej czy tylnej), a Ą – długiej. Ponadto spółgłoski przed prasłowiańskim Ę uległy zmiękczeniu. Dlatego w uproszczeniu polskie ę, ą odpowiadają etymologicznie starocerkiewnemu ѫ, a ię, ią, ję, ją – ѧ, ѩ, ѭ.

## Kodowanie

### Mały jus
| Litera                 | Ѧ                                  | Ѧ                                  | ѧ                                | ѧ                                | Ѩ                                           | Ѩ                                           | ѩ                                         | ѩ                                         |
| ---------------------- | ---------------------------------- | ---------------------------------- | -------------------------------- | -------------------------------- | ------------------------------------------- | ------------------------------------------- | ----------------------------------------- | ----------------------------------------- |
| Nazwa w Unikodzie      | CYRILLIC CAPITAL LETTER LITTLE YUS | CYRILLIC CAPITAL LETTER LITTLE YUS | CYRILLIC SMALL LETTER LITTLE YUS | CYRILLIC SMALL LETTER LITTLE YUS | CYRILLIC CAPITAL LETTER IOTIFIED LITTLE YUS | CYRILLIC CAPITAL LETTER IOTIFIED LITTLE YUS | CYRILLIC SMALL LETTER IOTIFIED LITTLE YUS | CYRILLIC SMALL LETTER IOTIFIED LITTLE YUS |
| Kodowanie              | dziesiętnie                        | szesnastkowo                       | dziesiętnie                      | szesnastkowo                     | dziesiętnie                                 | szesnastkowo                                | dziesiętnie                               | szesnastkowo                              |
| Unikod                 | 1126                               | U+0466                             | 1127                             | U+0467                           | 1128                                        | U+0468                                      | 1129                                      | U+0469                                    |
| UTF-8                  | 209 166                            | D1 A6                              | 209 167                          | D1 A7                            | 209 168                                     | D1 A8                                       | 209 169                                   | D1 A9                                     |
| Odwołania znakowe SGML | &#1126;                            | &#x466;                            | &#1127;                          | &#x467;                          | &#1128;                                     | &#x468;                                     | &#1129;                                   | &#x469;                                   |
| Źródło:                |                                    |                                    |                                  |                                  |                                             |                                             |                                           |                                           |

### Wielki jus
| Litera                 | Ѫ                               | Ѫ                               | ѫ                             | ѫ                             | Ѭ                                        | Ѭ                                        | ѭ                                      | ѭ                                      |
| ---------------------- | ------------------------------- | ------------------------------- | ----------------------------- | ----------------------------- | ---------------------------------------- | ---------------------------------------- | -------------------------------------- | -------------------------------------- |
| Nazwa w Unikodzie      | CYRILLIC CAPITAL LETTER BIG YUS | CYRILLIC CAPITAL LETTER BIG YUS | CYRILLIC SMALL LETTER BIG YUS | CYRILLIC SMALL LETTER BIG YUS | CYRILLIC CAPITAL LETTER IOTIFIED BIG YUS | CYRILLIC CAPITAL LETTER IOTIFIED BIG YUS | CYRILLIC SMALL LETTER IOTIFIED BIG YUS | CYRILLIC SMALL LETTER IOTIFIED BIG YUS |
| Kodowanie              | dziesiętnie                     | szesnastkowo                    | dziesiętnie                   | szesnastkowo                  | dziesiętnie                              | szesnastkowo                             | dziesiętnie                            | szesnastkowo                           |
| Unikod                 | 1130                            | U+046A                          | 1131                          | U+046B                        | 1132                                     | U+046C                                   | 1133                                   | U+046D                                 |
| UTF-8                  | 209 170                         | D1 AA                           | 209 171                       | D1 AB                         | 209 172                                  | D1 AC                                    | 209 173                                | D1 AD                                  |
| Odwołania znakowe SGML | &#1130;                         | &#x46A;                         | &#1131;                       | &#x46B;                       | &#1132;                                  | &#x46C;                                  | &#1133;                                | &#x46D;                                |
| Źródło:                |                                 |                                 |                               |                               |                                          |                                          |                                        |                                        |

### Mały jus zamknięty
| Litera                 | Ꙙ                                         | Ꙙ                                         | ꙙ                                       | ꙙ                                       | Ꙝ                                                  | Ꙝ                                                  | ꙝ                                                | ꙝ                                                |
| ---------------------- | ----------------------------------------- | ----------------------------------------- | --------------------------------------- | --------------------------------------- | -------------------------------------------------- | -------------------------------------------------- | ------------------------------------------------ | ------------------------------------------------ |
| Nazwa w Unikodzie      | CYRILLIC CAPITAL LETTER CLOSED LITTLE YUS | CYRILLIC CAPITAL LETTER CLOSED LITTLE YUS | CYRILLIC SMALL LETTER CLOSED LITTLE YUS | CYRILLIC SMALL LETTER CLOSED LITTLE YUS | CYRILLIC CAPITAL LETTER IOTIFIED CLOSED LITTLE YUS | CYRILLIC CAPITAL LETTER IOTIFIED CLOSED LITTLE YUS | CYRILLIC SMALL LETTER IOTIFIED CLOSED LITTLE YUS | CYRILLIC SMALL LETTER IOTIFIED CLOSED LITTLE YUS |
| Kodowanie              | dziesiętnie                               | szesnastkowo                              | dziesiętnie                             | szesnastkowo                            | dziesiętnie                                        | szesnastkowo                                       | dziesiętnie                                      | szesnastkowo                                     |
| Unikod                 | 42584                                     | U+A658                                    | 42585                                   | U+A659                                  | 42588                                              | U+A65C                                             | 42589                                            | U+A65D                                           |
| UTF-8                  | 234 153 152                               | EA 99 98                                  | 234 153 153                             | EA 99 99                                | 234 153 156                                        | EA 99 9C                                           | 234 153 157                                      | EA 99 9D                                         |
| Odwołania znakowe SGML | &#42584;                                  | &#xA658;                                  | &#42585;                                | &#xA659;                                | &#42586;                                           | &#xA65C;                                           | &#42587;                                         | &#xA65D;                                         |
| Źródło:                |                                           |                                           |                                         |                                         |                                                    |                                                    |                                                  |                                                  |

### Wielki jus zamknięty
| Litera                 | Ꙛ                                   | Ꙛ                                   | ꙛ                                 | ꙛ                                 |
| ---------------------- | ----------------------------------- | ----------------------------------- | --------------------------------- | --------------------------------- |
| Nazwa w Unikodzie      | CYRILLIC CAPITAL LETTER BLENDED YUS | CYRILLIC CAPITAL LETTER BLENDED YUS | CYRILLIC SMALL LETTER BLENDED YUS | CYRILLIC SMALL LETTER BLENDED YUS |
| Kodowanie              | dziesiętnie                         | szesnastkowo                        | dziesiętnie                       | szesnastkowo                      |
| Unikod                 | 42586                               | U+A65A                              | 42587                             | U+A65B                            |
| UTF-8                  | 234 153 154                         | EA 99 9A                            | 234 153 155                       | EA 99 9B                          |
| Odwołania znakowe SGML | &#42586;                            | &#xA65A;                            | &#42587;                          | &#xA65B;                          |
| Źródło:                |                                     |                                     |                                   |                                   |